# Leverano
Leverano är en ort och kommun i provinsen Lecce i regionen Apulien i Italien. Kommunen hade 14 145 invånare (2017).